# La Terremoto de Alcorcón
La Terremoto de Alcorcón (littéralement en espagnol : la « tremblement de Terre d'Alcorcón »), nom de scène de Pepa Charro, née le 17 septembre 1977 à Alcorcón, est une chanteuse et actrice espagnole. 

## Biographie
De son nom de naissance María José Charro Galán, Pepa Charro grandit à Alcorcón, près de Madrid, d'où son nom de scène, et étudie les langues modernes à l'université complutense. Dans sa jeunesse, elle se rend au Royaume-Uni pour travailler comme jeune fille au pair. 
Elle fait partie du groupe Diabéticas Aceleradas depuis 1999. Elle habitait à Majorque, où elle avait un bar.

### Télévision
Elle est connue en Espagne pour ses parodies de Hung Up de Madonna ou Can't Get You Out of My Head de Kylie Minogue.
En 2006, elle l'invitée principale de l'émission Carta Blanca de la Radiotelevisión Española.
En 2020, elle participe au programme Masterchef sur TVE.
En 2023, elle joue dans la série télévisée Nacho et participe au programme télévisé Drag Race España.

### Cinéma
Elle fait un caméo en tant qu'hôtesse de l'air dans Les Amants passagers de Pedro Almodóvar en 2013.
En 2019, elle joue le rôle de l'institutrice dans le blockbuster Padre no hay más que uno.

## Féminisme
Pepa Charro est connue pour son engagement féministe et par ses prises de position en faveur de la condition des femmes dans le cinéma espagnol. 

## Filmographie notable
- 2019 : Padre no hay más que uno de Santiago Segura[15]